# Hockey Club Val di Sole
L'Hockey Club Val di Sole è una squadra di hockey su ghiaccio di Malé, capoluogo della Val di Sole, in Trentino.

## Storia
Il club è stato fondato nel 1983 ed ha sempre partecipato alle serie minori del campionato italiano.
Disputa le partite casalinghe allo Stadio del Ghiaccio Malé, impianto all'aperto provvisto di posti a sedere.